# Evansula incerta
Evansula incerta är en kräftdjursart som först beskrevs av Thomas Scott 1892.  Evansula incerta ingår i släktet Evansula och familjen Canthocamptidae. Arten är reproducerande i Sverige. Inga underarter finns listade i Catalogue of Life.